# Liste der Provinzialstraßen in der Provinz Flevoland
Die Liste der Provinzialstraßen in der Provinz Flevoland ist eine Auflistung der Provinzialstraßen (niederländisch: provinciale wegen) in der niederländischen Provinz Flevoland.
Die Provinzialstraßen tragen eine N-Nummer. Es gibt aber auch nicht gekennzeichnete Provinzialstraßen. Bei den mit einer N-Nummer versehenen Provinzialstraßen werden zwei Klassen unterschieden. Die Provinzialstraßen erster Ordnung tragen in Flevoland dreistellige N-Nummern, die mit der Ziffer 3 beginnen, diejenigen zweiter Ordnung beginnen in Flevoland mit der Ziffer 7.
Die erlaubte Höchstgeschwindigkeit beträgt innerhalb geschlossener Ortschaften 50 km/h. Außerhalb geschlossener Ortschaften beträgt sie in der Regel 80 km/h. In Flevoland gibt es manche Provinzialstraßen mit einer zugelassenen Höchstgeschwindigkeit von 100 km/h, die auf Verkehrs- und Kilometerschildern angegeben wird.

## Provinzialstraßen erster Ordnung
Der Straßenverlauf wird in der Regel von Nord nach Süd und von West nach Ost angegeben.
| Nr.   | Verlauf |
| ----- | --- |
| N 301 | N 305 – N 705 – N 704 – Provinzgrenze – (N 301 in der Provinz Gelderland) |
| N 302 | N 309 in Lelystad – Flughafen Lelystad – N 706 – N 305 – N 306 – N 707 – Provinzgrenze – (N 302 in der Provinz Gelderland)                                                    |
| N 305 | in Almere Stad – N 706 – – N 704 – N 301 – N 705 – Zeewolde – N 302 – Biddinghuizen – N 710 – N 309 – N 307 in Dronten                                                        |
| N 306 | N 307 in Roggebotsluis – N 309 – Walibi – N 708 – N 302 |
| N 307 | (N 307 in der Provinz Noord-Holland) – Provinzgrenze – Lelystad – – N 711 – Swifterband – N 710 – Dronten – N 705 – N 306 – Provinzgrenze – (N 307 in der Provinz Overijssel) |
| N 309 | N 302 in Lelystad – N 710 – Dronten – N 305 – N 709 – N 306 – Provinzgrenze – (N 309 in der Provinz Gelderland)                                                               |
| N 331 | N 351 in Emmeloord – Markenesse – N 715 – N 719 – N 333 – N 352 – Provinzgrenze – (N 331 in der Provinz Overijssel)                                                           |
| N 333 | N 331 in Marknesse – Provinzgrenze – (N 333 in der Provinz Overijssel) |
| N 351 | N 352 in Urk – N 712 – Tollebeek – N 713 – N 717 – Emmeloord – N 714 – N 716 – N 718 – – N 331 – N 715 – Provinzgrenze – (N 351 in der Provinz Overijssel)                    |
| N 352 | N 351 in Urk – N 712 – – Nagele – N 716 – Schokland – – Ens – N 719 – Kraggenburg – N 331                                                                                     |

## Provinzialstraßen zweiter Ordnung
Die Provinzialstraße N 702 ist zugleich die Zubringerstraße s 101/s 106, die Provinzialstraße N 703 die Zubringerstraße s 104 der Großstadt Almere.
Die Provinzialstraße N 706 wurde mittlerweile bis zur N 302 zurückgenommen.
Der Straßenverlauf wird in der Regel von Nord nach Süd und von West nach Ost angegeben.
| Nr.   | Verlauf |
| ----- | --- |
| N 701 | – Kolumbuskwartier – Noorderplassen (Noord) – De Trekvogel – Lelystad-Haven                                                                                          |
| N 702 | – Literatuurwijk – Muziekwijk – Kruidenwijk – Waterwijk – N 703 – Bauwmeesterbuurt – Poldervlak/Molenbuurt – Seizoenenbuurt – Oostvaardersbuurt – Stripheldenbuurt – |
| N 703 | N 702 in Waterwijk – Tussen de Vaarten – Faunabuurt – |
| N 704 | N 305 – De Eemhof – N 301 |
| N 705 | N 301 – Zeewolde – N 707 – N 305 – Trekkersveld – N 706 |
| N 706 | N 305 – Almere-Hout (Vogelhout) – – N 302 – N 710 |
| N 707 | N 705 – Zeewolde – N 302 |
| N 708 | N 709/N 710 in Biddinghuizen – N 306 |
| N 709 | N 708/N 710 in Biddinghuizen – N 309 |
| N 710 | N 711 in Swifterbant – N 307 – N 309 – N 706 – N 305 – N 708/N 709 in Biddinghuizen                                                                                  |
| N 711 | – N 710 – N 720 – Swifterband – N 307 |
| N 712 | (N 712 in der Provinz Fryslân) – Provinzgrenze – Rutten – N 715 – Creil – Espel – N 714 – N 713 – Urk                                                                |
| N 713 | N 712 – Tollebeek – N 351 – N 716 – N 352 in Nagele |
| N 714 | N 712 in Espel – N 351 in Emmeloord |
| N 715 | N 712 in Creil – Bant – N 718 – N 351 – Luttelgeest – N 331 in Marknesse                                                                                             |
| N 716 | N 351 – Emmeloord (– Abzweig zur N 331) – N 717 – N 713 in Nagele |
| N 717 | N 351 – – N 716 |
| N 718 | N 715 in Bant – N 351 in Emmeloord |
| N 719 | N 331 in Marknesse – N 352 in Kraggenburg |
| N 720 | N 307 – N 711 in Swifterband |